# 나나투어 with 세븐틴
《나나투어 with 세븐틴》은 매주 금요일 저녁 8시 40분에 방영 중인 리얼 버라이어티 전문 예능 프로그램이다. 2024년 1월 5일부터 방영 중인 tvN 예능 프로그램. 세븐틴의 6박 7일 이탈리아 여행 예능으로, 〈출장 십오야〉 세븐틴 편에서 노래 퀴즈 후 상품 뽑기로 세븐틴 멤버 도겸이 '세븐틴 꽃청춘 출연' 쪽지를 뽑으면서 제작이 성사되었다.

## 기획 의도
가이드로 재취업한 여행 예능 20년 차 베테랑 ‘NA이드’와 이탈리아의 여름으로 떠난 데뷔 10년 차 세븐틴의 찐~한 우정 여행기!

## 출연진
- 세븐틴

## 풀버전 시청 & 구매 정보
- tvN 방영 직후 Weverse에서 120분에서 180분 분량의 확장판이 유료 공개된다. 실시간 방송과 방송 버전 다시보기는 TVING에서 가능하며, 확장판 풀버전은 Weverse와 Weverse Shop에서 상시 구매 할 수 있다.
- Weverse와 Weverse Shop에서구매한 상품 시청은 Weverse (MOBILE APP, PC WEB, TV APP)에서 가능하며, 총 6개 국어 자막을 제공한다. (한국어, 영어, 일본어, 중국어 간체, 중국어 번체, 인도네시아어)
- Weverse Shop WEB (GLOBAL/JAPAN)에서 VOD 사전 예약 판매를 한시적으로 진행했으며, 사전 구매자에 한해 1) 1월 3일 8:00 PM EP1 미리보기 혜택과 2) Weverse Shop Special Gifts (GLOBAL/JAPAN) 특전을 제공했다.

## 시청률
| 회차 | 방송일   | AGB 시청률     |
| 회차 | 방송일   | 대한민국(전국) |
| ---- | -------- | -------------- |
| 1    | 1월 5일  | 2.1%           |
| 2    | 1월 12일 | 2.1%           |
| 3    | 1월 19일 | 2.0%           |
| 4    | 1월 26일 | %              |
| 5    | 2월 2일  | %              |
| 6    | 2월 16일 | %              |

## 결방
- 2월 9일 : 설 연휴로 결방.